# Carlos Manuel Escribano Subías

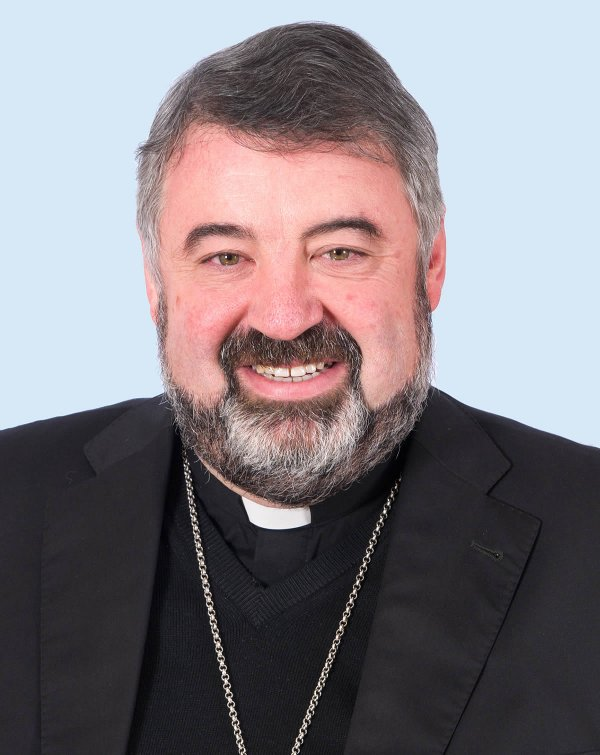
Bischof Carlos Manuel Escribano

Wappen als Erzbischof von Saragossa

Carlos Manuel Escribano Subías (* 15. August 1964 in Carballo) ist ein spanischer Geistlicher und römisch-katholischer Erzbischof von Saragossa.

## Leben
Der Erzbischof von Saragossa, Elías Yanes Álvarez, spendete ihm am 14. Juli 1996 die Priesterweihe. In Saragossa war er zunächst als Pfarrer tätig, ehe er 2005 Bischofsvikar und Theologieprofessor im Regionalzentrum von Aragón wurde. Von 2006 bis 2008 war er Schirmherr der Stiftung der Universität San Jorge.
Papst Benedikt XVI. ernannte ihn am 20. Juli 2010 zum Bischof von Teruel y Albarracín. Die Bischofsweihe spendete ihm der Erzbischof von Madrid, Antonio María Kardinal Rouco Varela, am 26. September desselben Jahres; Mitkonsekratoren waren Erzbischof Renzo Fratini, Apostolischer Nuntius in Spanien und Andorra, und Elías Yanes Álvarez, Alterzbischof von Saragossa. Als Wahlspruch wählte er Quære primum Regnum Dei et Iustituam eius.
Am 13. Mai 2016 ernannte ihn Papst Franziskus zum Bischof von Calahorra y La Calzada-Logroño.
Papst Franziskus ernannte ihn am 6. Oktober 2020 zum Erzbischof von Saragossa.